# Muntanyes Garo
Les Muntanyes Garo (Garo Hills) són una serralada muntanyosa part de la cadena de Garo-Khasi
a Meghalaya, Índia. Estan poblades per tribus entre els quals els garos o achik. La ciutat principal a la rodalia és Shillong, a les muntanyes Khasi, capital de l'estat de Meghalaya, però a les muntanyes pròpiament és la ciutat de Tura amb 70.000 habitants
Les muntanyes es desenvolupen entre tres districtes:
- Districte d'East Garo Hills
- Districte de South Garo Hills
- Districte de West Garo Hills